# Lee Hyo-jung
Lee Hyo-jung (Seul, 13 de janeiro de 1981) é uma jogadora de badminton sul-coreana, campeã olímpica, especialista em duplas.

## Carreira
Lee Hyo-jung representou seu país nos Jogos Olímpicos de Verão de 2000 a 2008, conquistando a medalha de ouro, nas duplas mistas em Pequim 2008, com o parceiro Lee Yong-dae.
Nas duplas femininas, ganhou a medalha de prata com a parceria de Lee Kyung-won.